# Washington Roebling

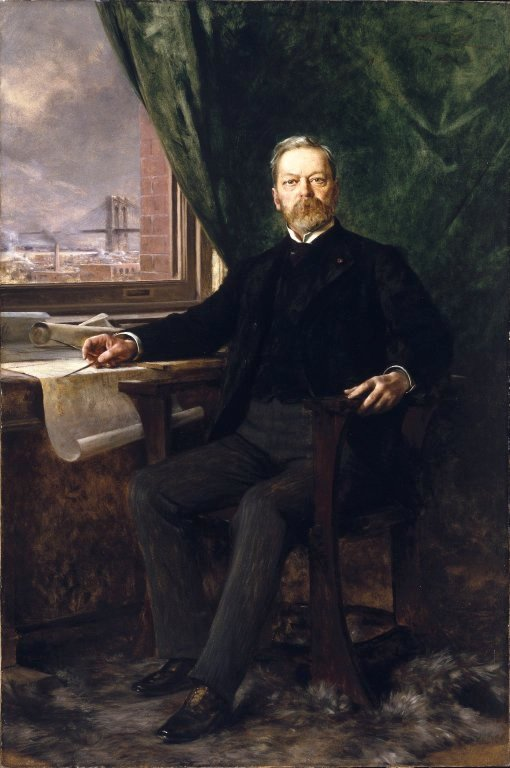
Portret van Washington A. Roebling door Théobald Chartran (Brooklyn Museum)

Washington Augustus Roebling (Saxonburg, 26 mei 1837 – Trenton, 21 juli 1926) was een Amerikaans civiel ingenieur die vooral bekend is door zijn werk aan de Brooklyn Bridge. Deze brug werd aanvankelijk door zijn vader John A. Roebling ontworpen.
Washington was de oudste zoon van John Roebling en werd geboren in de stad Saxonburg in Pennsylvania, een stad die mede door zijn vader en zijn oom Karl Roebling werd gesticht. Opgegroeid in een strikt Pruisische levenswijze, bestond zijn scholing uit begeleiding van Riedel en Henne. Hij ging uiteindelijk naar de academie van Trenton en studeerde verder bij het Rensselaer Polytechnic Institute in Troy (New York) van 1845 tot 1857. Nadat hij met succes zijn examen als civiel ingenieur (C.E.) aflegde, sloot hij zich bij zijn vader aan om als brugbouwer te werken. Van 1858 tot 1860 hielp hij zijn vader bij de bouw van de Allegheny Bridge.
Na de voltooiing van de brug, keerde hij terug naar Trenton waar hij draden maakte voor de bruggen van zijn vader. Op 16 april 1861 trad Roebling in dienst van het leger. Tijdens de Amerikaanse Burgeroorlog zag Roebling herhaaldelijk actie, in het bijzonder bij de Slag bij Gettysburg. Later hielp Roebling artillerie de heuvel op te hijsen met verscheidene anderen, om zijn belangrijke tactische positie te beschermen en te beveiligen. Roebling werd, voor dapper dienstbetoon, bevorderd tot luitenant-kolonel in december 1864 en was op het einde van zijn dienst kolonel. Na de oorlog werkte hij met zijn vader aan de Brug Cincinnati-Covington (nu de John A. Roebling Suspension Brug) van 1865 tot 1867.
In 1869 nam hij, na de dood van zijn vader, de supervisie over bij de Brooklyn Bridge. De Brooklyn Bridge werd opgericht uit economische noodzaak en stedelijke nonchalante houding. Washington Roebling maakte vele belangrijke verbeteringen in het brugontwerp en in belangrijke brugbouwtechnieken.
Door caissonziekte na het vele werken in samengeperste lucht onder de rivier was hij niet meer in staat om de plaats te bezoeken. Hij bleef wel toezicht houden op het project tot aan succesvolle voltooiing in 1883. Zijn vrouw, Emily Warren Roebling, nam de supervisie en de bezoeken van dag tot dag aan de plaats over en lobbyde – met succes – voor behoud van hem als hoofdbouwkundige.
Na het Brooklyn-project woonden Roebling en zijn vrouw van 1884 tot 1888 in Troy omdat hun enige kind (John A. Roebling II) daar aan het Polytechnische Instituut Rensselaer studeerde. Toen hun zoon een diploma behaalde, keerden de Roeblings naar Trenton terug. Zijn vrouw Emily stierf in 1903 aan maagkanker. Roebling hertrouwde in 1908 met Cornelia Witsell Farrow van Charleston (South Carolina). Na de plotselinge dood van zijn neef Karl Gustavus Roebling in 1921 werd Roebling voorzitter van John A. Roebling's Sons bedrijf.
Roeblings hobby was het verzamelen van rotsen en mineralen. Zijn verzameling van meer dan 16.000 specimens werd geschonken aan het Smithsonian Institution. Veel van zijn manuscripten, foto's, en publicaties zijn te bezichtigen in de Roebling-collectie bij de Rutgers University in New Brunswick, New Jersey, en bij Rensselaer Polytechnic Institute in Troy, New York.
- Gemeinsame Normdatei: 123039002
- International Standard Name Identifier: 0000 0000 7375 2976
- Library of Congress Control Number: n83181666
- Bibliotheek van het Japanse parlement: 00758822
- Nationale Bibliotheek van Israël: 987007459734505171
- SNAC: w6542qvd
- Union List of Artist Names: 500078624
- Virtual International Authority File: 67363279
- WorldCat: E39PBJwCVdRwxVBCPD4HkVVQv3